# Cynric
Cynric (auch Cinric; † 560 oder 581) war im 6. Jahrhundert König der Gewissæ, einer Volksgruppe, die im späten 7. Jahrhundert als „Westsachsen“ das angelsächsische Königreich Wessex bildete.